# Phaedrotoma exigua
Phaedrotoma exigua är en stekelart som först beskrevs av Wesmael 1835.  Phaedrotoma exigua ingår i släktet Phaedrotoma och familjen bracksteklar. Arten är reproducerande i Sverige. Inga underarter finns listade i Catalogue of Life.